# HBC (yacht)
M/Y HBC, tidigare känd som C2, sedan B2 är en superyacht byggd av som tillverkades av Abeking & Rasmussen i Tyskland. Den levererades 2008 till sin ägare Ronald Perelman, en amerikansk affärsman, med namnet Ann. Den fick ett annat namn Blue Sky i ett senare tillfälle. Superyachten designades både exteriört och interiört av Reymond Langton Design. Den är 85,62 meter lång och antalet hytter och hur många passagerare och besättningsmän som får rum på C2 är ej känt.
HBC kostade $125 miljoner att bygga.